# École militaire polytechnique
Pour les articles homonymes, voir École polytechnique et EMP.
L'École militaire polytechnique ou EMP (en arabe : المدرسة العسكرية المتعددة التقنيات) anciennement École nationale des ingénieurs et techniciens d'Algérie, est une école d’ingénieurs algérienne fondée en 1967 à Bordj El Bahri.

## Présentation
Ayant le statut d’établissement militaire à caractère administratif  d'enseignement et de recherche scientifique elle est placée sous la tutelle du ministère de la Défense nationale et du ministère de l'enseignement supérieur et de la recherche scientifique.
L'École assure la formation des promotions de 200 élèves ingénieurs, recrutés chaque année par le biais d'admissions parallèles pour les universitaires. Les places qui leur sont réservées sont cependant très peu nombreuses par rapport à l'admission après les classes préparatoires effectuées au niveau de l'École nationale préparatoire aux études de l'ingénieur. Le diplôme sanctionnant les trois années de leur formation porte le titre d’ingénieur d'état diplômé de l'École Militaire polytechnique depuis 1995.

## Domaines de formation
- Génie mécanique
- Génie électrique
- Génie chimique
- Génie informatique
- Physique des Rayonnements
- Génie civil

## Personnalités liées à l'école

### Commandants
- Larbi Belkheir qui fut directeur de l'école de 1975 à 1980[1].

### Élèves
- Sid Ahmed Bourommana[2].